# Meistaraflokkur (1949)
Sezon 1949 był 38. sezonem o mistrzostwo Islandii. Drużyna KR obroniła tytuł mistrzowski, zdobywając w czterech meczach pięć punktów i wygrywając mecz finałowy. Ze względu na brak systemu ligowego żaden zespół nie spadł ani nie awansował po sezonie.

## Drużyny
Po sezonie 1948 nie nastąpiły żadne zmiany w składzie ligi poza powrotem do rozgrywek wycofanego w połowie poprzedniego sezonu zespołu Akraness, wobec czego do sezonu 1949 przystąpiło pięć zespołów.
| Uczestnicy poprzedniej edycji                                                                                 | Uczestnicy poprzedniej edycji | Uczestnicy poprzedniej edycji | Uczestnicy poprzedniej edycji |
| --- | ----------------------------- | ----------------------------- | ----------------------------- |
| KRE | KR                            | 1                             |                               |
| VÍR | Víkingur Reykjavík            | 2                             |                               |
| VAL | Valur                         | 3                             |                               |
| FRA | Fram                          | 4                             |                               |
| ÍA | Akraness                      |                               |                               |
| Oznaczenia: - kolumna pierwsza – skróty nazw drużyn, - kolumna trzecia – miejsce zajęte w poprzednim sezonie. |                               |                               |                               |

## Tabela
| Lp. | Drużyna            | M | Z | R | P | Bramki | Bramki | Różn. | Pkt | Uwagi               |
| --- | ------------------ | - | - | - | - | ------ | ------ | ----- | --- | ------------------- |
| 1   | KR (M)             | 4 | 1 | 3 | 0 | 12     | 9      | +3    | 5   | baraż o mistrzostwo |
| 1   | Fram               | 4 | 2 | 1 | 1 | 10     | 8      | +2    | 5   | baraż o mistrzostwo |
| 3   | Valur              | 4 | 1 | 2 | 1 | 6      | 6      | 0     | 4   |                     |
| 3   | Víkingur Reykjavík | 4 | 2 | 0 | 2 | 7      | 8      | −1    | 4   |                     |
| 5   | Akraness           | 4 | 0 | 2 | 2 | 5      | 9      | −4    | 2   |                     |

## Wyniki
| Gospodarz \ Gość   | ÍA  | FRA | KRE | VAL | VÍR |
| Akraness           |     |     | 3:3 | 0:0 |     |
| Fram               | 5:2 |     |     | 3:1 |     |
| KR                 |     | 2:2 |     |     | 3:1 |
| Valur              |     |     | 2:2 |     | 3:1 |
| Víkingur Reykjavík | 1:0 | 4:2 |     |     |     |

Źródło: Knattspyrnusamband Íslands (isl.)
Objaśnienia:
1Drużyna gospodarzy jest wymieniona po lewej stronie tabeli.
Kolory: zielony – zwycięstwo gospodarzy, żółty – remis, różowy – zwycięstwo gości.

## Baraż o mistrzostwo
O mistrzostwie Islandii w sezonie 1949 zadecydował dodatkowy, bezpośredni mecz pomiędzy drużyną KR i Fram. Mecz zwyciężył pierwszy zespół i zdobył kolejny tytuł mistrzowski rozgrywek piłkarskich na Islandii.
|  | KR | 2:1 | Fram |  |
|  |    |     |      |  |